# Fede Álvarez

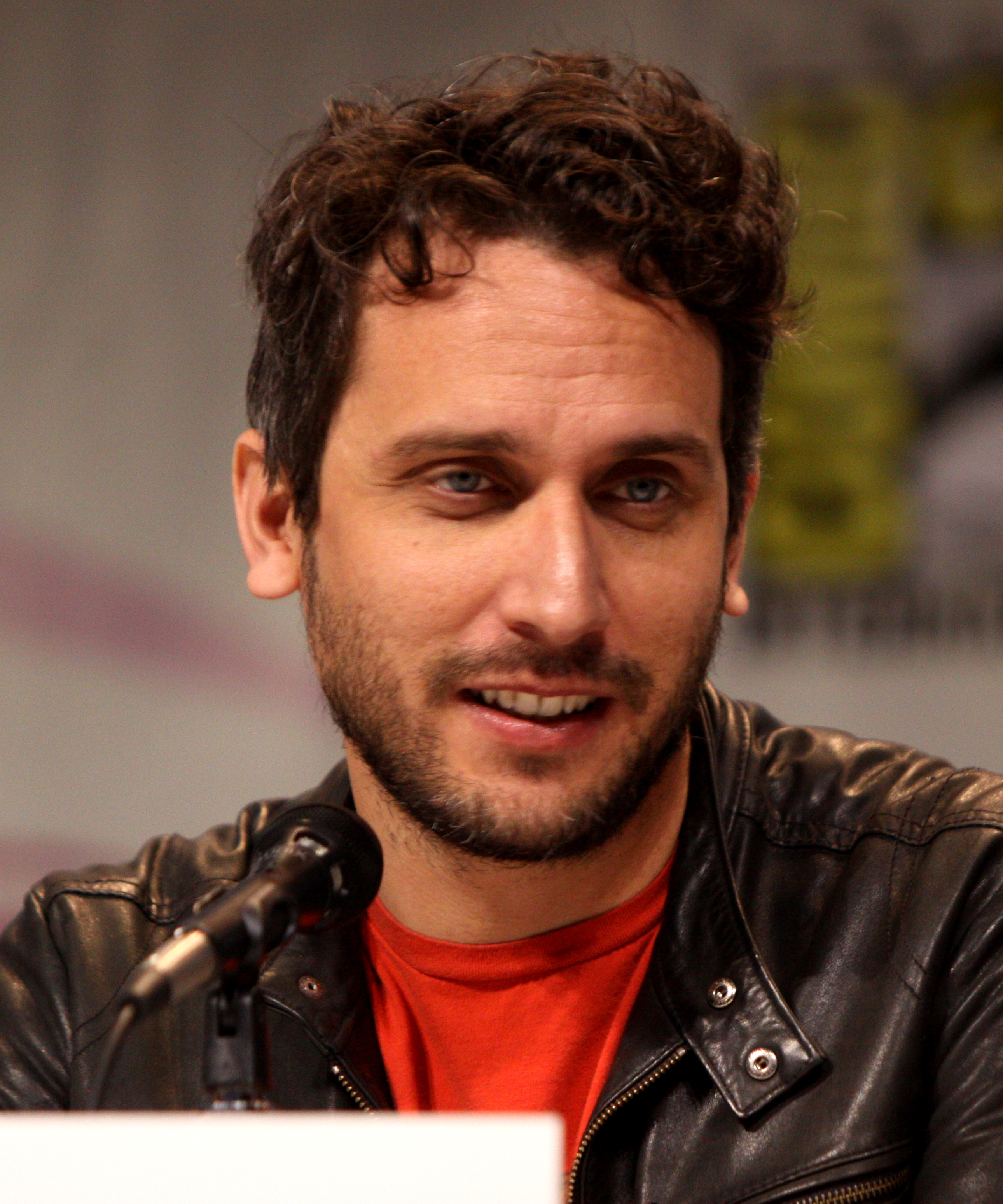
Fede Álvarez (2013)

Federico „Fede“ Álvarez (* 9. Februar 1978 in Montevideo) ist ein uruguayischer Filmregisseur und Drehbuchautor. Größere Bekanntheit erlangte er mit seinem Kurzfilm Ataque de Pánico! und seiner erfolgreichen Neuverfilmung, basierend auf Sam Raimis Tanz der Teufel, Evil Dead.

## Karriere
Im Jahr 2009 veröffentlichte Álvarez den Kurzfilm Ataque de Pánico! auf der Videoplattform YouTube. Einige Wochen später tat er sich mit der Produktionsfirma Ghost House Pictures zusammen, um einen 30 bis 40 Millionen Dollar Budget-reichen Science-Fiction-Film zu drehen. Besagtes Projekt endete als ein Reboot von Tanz der Teufel, in dem Álvarez Regie führte und neben Rodo Sayagues das Drehbuch schrieb. Für den Verleih Universal Pictures arbeitet Álvarez an einer Verfilmung des Videospiels Dante’s Inferno. Für seine Arbeit bei Evil Dead wurde er in der Kategorie Best Wide-Release Film für den Chainsaw Award nominiert. 2016 erschien mit Don’t Breathe sein zweiter Langspielfilm. Für Apple TV+ entwickelte, schrieb und inszenierte er die Audio-Fernsehserie Calls nach einem französischen Vorbild, die im März 2021 erschien. Als Drehbuchautor war er an Don’t Breathe 2 (2021) beteiligt.
Im Jahr 2022 produzierte Álvarez die Netflix-Fortsetzung Texas Chainsaw Massacre. Im Sommer 2024 wurde Álvarez Mitglied der Academy of Motion Picture Arts and Sciences.

## Filmografie
Regie
- 2001: Los pocillos (Kurzfilm)
- 2003: El último Alevare (Kurzfilm)
- 2005: El Cojonudo (Kurzfilm)
- 2009: Ataque de Pánico! (Kurzfilm)
- 2013: Evil Dead
- 2014: From Dusk Till Dawn: The Series (Fernsehserie, Episode 1x08)
- 2016: Don’t Breathe
- 2018: Verschwörung (The Girl in the Spider’s Web)
- 2021: Calls (Fernsehserie, 9 Episoden)
- 2024: Alien: Romulus

Drehbuch
- 2003: El último Alevare (Kurzfilm)
- 2005: El Cojonudo (Kurzfilm)
- 2009: Ataque de Pánico! (Kurzfilm)
- 2013: Evil Dead
- 2016: Don’t Breathe
- 2018: Verschwörung (The Girl in the Spider’s Web)
- 2021: Calls (Fernsehserie, Schöpfer, Drehbuch von 7 Episoden)
- 2021: Don’t Breathe 2
- 2024: Alien: Romulus

Produktion
- 2016: Don’t Breathe
- 2021: Don’t Breathe 2
- 2022: Texas Chainsaw Massacre